# Andreas Wirsching
 (décembre 2019).
Andreas Wirsching, né le 19 mai 1959 à Heidelberg, est un historien allemand, directeur de l'Institut d'histoire contemporaine depuis 2011. 

## Biographie
Andreas Wirsching étudie l'histoire et la théologie protestante à Berlin et Erlangen de 1977 à 1984. En 1984, il obtient sa maitrise, puis en 1988, son doctorat à l'Université d'Erlangen. Andreas Wirsching est ensuite assistant de recherche à l'Institut historique allemand de Paris (1989-1992) et à l'Institut d'histoire contemporaine de Munich (1992-1996). En 1995, il reçoit son habilitation en histoire moderne et contemporaine à l'Université de Ratisbonne. De 1996 à 1998, Wirsching enseigne à l'Université de Tübingen en tant que professeur d'histoire moderne et contemporaine de l'Europe occidentale. De 1998 à 2011, il enseigne l'histoire moderne et contemporaine à l'Université d'Augsbourg. Wirsching est professeur invité à l'Université catholique d'Eichstätt au cours du semestre d'hiver 2002-2003. Depuis le 1er avril 2011, il enseigne comme professeur d'histoire moderne à l'Université Louis-et-Maximilien de Munich et succède à Horst Möller comme directeur de l'Institut d'histoire contemporaine.
Les travaux d'Andreas Wirsching portent sur l'histoire comparée allemande et française au XXe siècle, l'histoire de Paris à l'époque moderne, l'histoire de la République de Weimar, l'histoire du communisme, du fascisme et du national-socialisme de 1918 à 1945, l'histoire allemande et européenne depuis les années 1970, et l'histoire et la théorie de la modernité.
En 2010, Andreas Wirsching est nommé au conseil d'administration de la Fondation pour les instituts allemands des sciences humaines à l'étranger (DGIA). Wirsching est vice-président de la Commission historique du parlementarisme et des partis politiques (de) (KGParl) depuis 2012. Il est également membre de la Commission historique de l'Académie bavaroise des sciences. De 2011 à 2017, il a été président du conseil d'administration du Collège historique (de). En février 2012, il est élu membre de l'Académie bavaroise des sciences. En outre, Wirsching est membre de l'Association des historiens d'Allemagne.
Depuis qu'il est à la tête de l'Institut für Zeitgeschichte, Andreas Wirsching a dirigé des éditions critiques de textes historiques comme celle de Mein Kampf en 2016. Avec le théologien Hubert Wolf, il dirige également l'édition du journal intime du Cardinal von Faulhaber.

## Publications

### Monographies
- Demokratie und Globalisierung. Europa seit 1989., Munich, Beck, 2014 (ISBN 978-3-406-66699-5).
- Der Preis der Freiheit. Geschichte Europas in unserer Zeit., Munich, Beck, 2012 (ISBN 978-3-406-63252-5).
- Abschied vom Provisorium. 1982–1990 : Geschichte der Bundesrepublik Deutschland., Munich, Deutsche Verlags-Anstalt, 2006 (ISBN 3-421-06737-6, lire en ligne).
- Agrarischer Protest und Krise der Familie. Zwei Versuche zur Geschichte der Moderne : Otto von Freising-Vorlesungen der Katholischen Universität Eichstätt-Ingolstadt., Wiesbaden, VS Verlag, 2004 (ISBN 3-531-14274-7).
- Andreas Wirsching et Stefan Grüner, Frankreich. Daten, Fakten, Dokumente : UTB, 2401, Geschichte, Tübingen, Francke, 2003 (ISBN 3-8252-2401-5).
- Deutsche Geschichte im 20. Jahrhundert : Beck’sche Reihe. C.H. Beck Wissen, Munich, Beck, 2001 (ISBN 3-406-44765-1)
- Die Weimarer Republik. Politik und Gesellschaft : Enzyklopädie deutscher Geschichte., Munich, Oldenbourg, 2000 (ISBN 3-486-55048-9)
- Vom Weltkrieg zum Bürgerkrieg? Politischer Extremismus in Deutschland und Frankreich 1918–1933/39. Berlin und Paris im Vergleich : Quellen und Darstellungen zur Zeitgeschichte., Munich, Oldenbourg, 1999 (ISBN 3-486-56357-2).
- Parlament und Volkes Stimme. Unterhaus und Öffentlichkeit im England des frühen 19. Jahrhunderts : Veröffentlichungen des Deutschen Historischen Instituts London., Göttingen, Vandenhoeck & Ruprecht, 1990 (ISBN 3-525-36311-7).

### Éditeur
- Avec Frank Bösch, Hüter der Ordnung. Die Innenministerien in Bonn und Ost-Berlin nach dem Nationalsozialismus, Wallstein-Verlag, Göttingen, 2018  (ISBN 978-3-8353-3206-5).
- Avec Berthold Kohler et Ulrich Wilhelm, Weimarer Verhältnisse? Historische Lektionen für unsere Demokratie, Reclam, Ditzingen 2018  (ISBN 978-3-15-011163-5).
- Avec Jürgen Zarusky, Alexander Tschubarjan et Viktor Ischtschenko, Erinnerung an Diktatur und Krieg. Brennpunkte des kulturellen Gedächtnisses zwischen Russland und Deutschland, De Gruyter Oldenburg, Berlin/Boston, Massachusetts 2015,  (ISBN 978-3-11-040476-0).
- Avec Jürgen Finger, Sven Keller, Dr Oetker und der Nationalsozialismus. Geschichte eines Familienunternehmens 1933–1945, Beck, Munich, 2013  (ISBN 978-3-406-64545-7).
- Das Jahr 1933. Die nationalsozialistische Machteroberung und die deutsche Gesellschaft, Wallstein-Verlag, Göttingen, 2009  (ISBN 978-3-8353-0512-0).
- Avec Thomas Raithel et Andreas Rödder, Auf dem Weg in eine neue Moderne? Die Bundesrepublik Deutschland in den siebziger und achtziger Jahren, Oldenbourg, Munich, 2009  (ISBN 978-3-486-59004-3).
- Avec Jürgen Eder, Vernunftrepublikanismus in der Weimarer Republik. Politik, Literatur, Wissenschaft (= Stiftung Bundespräsident-Theodor-Heuss-Haus, in Wissenschaftliche Reihe, vol. 9), Steiner, Stuttgart, 2008  (ISBN 978-3-515-09110-7).
- Herausforderungen der parlamentarischen Demokratie. Die Weimarer Republik im europäischen Vergleich (= Schriftenreihe der Stiftung Reichspräsident-Friedrich-Ebert-Gedenkstätte, vol. 13), Oldenbourg, Munich, 2007  (ISBN 978-3-486-58337-3).
- Oldenbourg Geschichte Lehrbuch. Neueste Zeit, Oldenbourg, Munich, 2006,  (ISBN 3-486-20029-1).
- Avec Horst Möller et Gérard Raulet, Gefährdete Mitte? Mittelschichten und politische Kultur zwischen den Weltkriegen: Italien, Frankreich und Deutschland (= Francia no 29), Thorbecke, Sigmaringen, 1993  (ISBN 3-7995-7329-1).